# Alessandro Carmelo Ruffinoni
Alessandro Carmelo Ruffinoni (Piazza Brembana, 26 agosto 1943) è un vescovo cattolico italiano.

## Biografia
Nato a Piazza Brembana il 26 agosto 1943, quarto di cinque figli, ha compiuto i suoi studi fra Rezzato e Cermenate. È entrato nella Congregazione scalabriniana il 2 ottobre 1961, per essere ordinato sacerdote l'8 marzo 1970. È partito per il Brasile, come missionario, nel novembre successivo.

### Attività religiosa
- 1971-1978: formatore di seminario nella città di Casca
- 1979-1981: formatore di seminario nella città di Guaporé
- 1982-1984: parroco nella parrocchia Nossa Senhora da Pompéia a Porto Alegre
- 1984-1987: formatore di seminario nelle città di Guaporé
- 1988-1998: direttore del Centro Missionero P. Luigi Valtulini a Ciudad del Este, in Paraguay. Qui fu anche superiore generale della diocesi di Ciudad del Este.
- 1999-2004: superiore provinciale in Brasile.
- 2005: coordinatore della pastorale dei migranti, nell'arcidiocesi di Asunción.

### Episcopato
Il 18 gennaio 2006 papa Benedetto XVI lo ha nominato vescovo ausiliare di Porto Alegre, titolare di Forno Maggiore.  È stato consacrato il 17 maggio successivo. Nella zona pastorale Sul-3 è stato responsabile delle Pastorali Sociali della Conferenza episcopale brasiliana.
Dal 2007 al 2011 è stato responsabile nazionale della Pastorale dei Brasiliani all'Estero.
Il 16 giugno 2010 papa Benedetto XVI lo ha nominato vescovo coadiutore di Caxias do Sul; il 6 giugno 2011 ne è divenuto vescovo ordinario.
Il 26 giugno 2019 papa Francesco ha accolto la sua rinuncia per raggiunti limiti di età.

## Genealogia episcopale e successione apostolica
La genealogia episcopale è:
- Cardinale Scipione Rebiba
- Cardinale Giulio Antonio Santori
- Cardinale Girolamo Bernerio, O.P.
- Arcivescovo Galeazzo Sanvitale
- Cardinale Ludovico Ludovisi
- Cardinale Luigi Caetani
- Cardinale Ulderico Carpegna
- Cardinale Paluzzo Paluzzi Altieri degli Albertoni

- Papa Benedetto XIII
- Papa Benedetto XIV
- Papa Clemente XIII
- Cardinale Bernardino Giraud
- Cardinale Alessandro Mattei

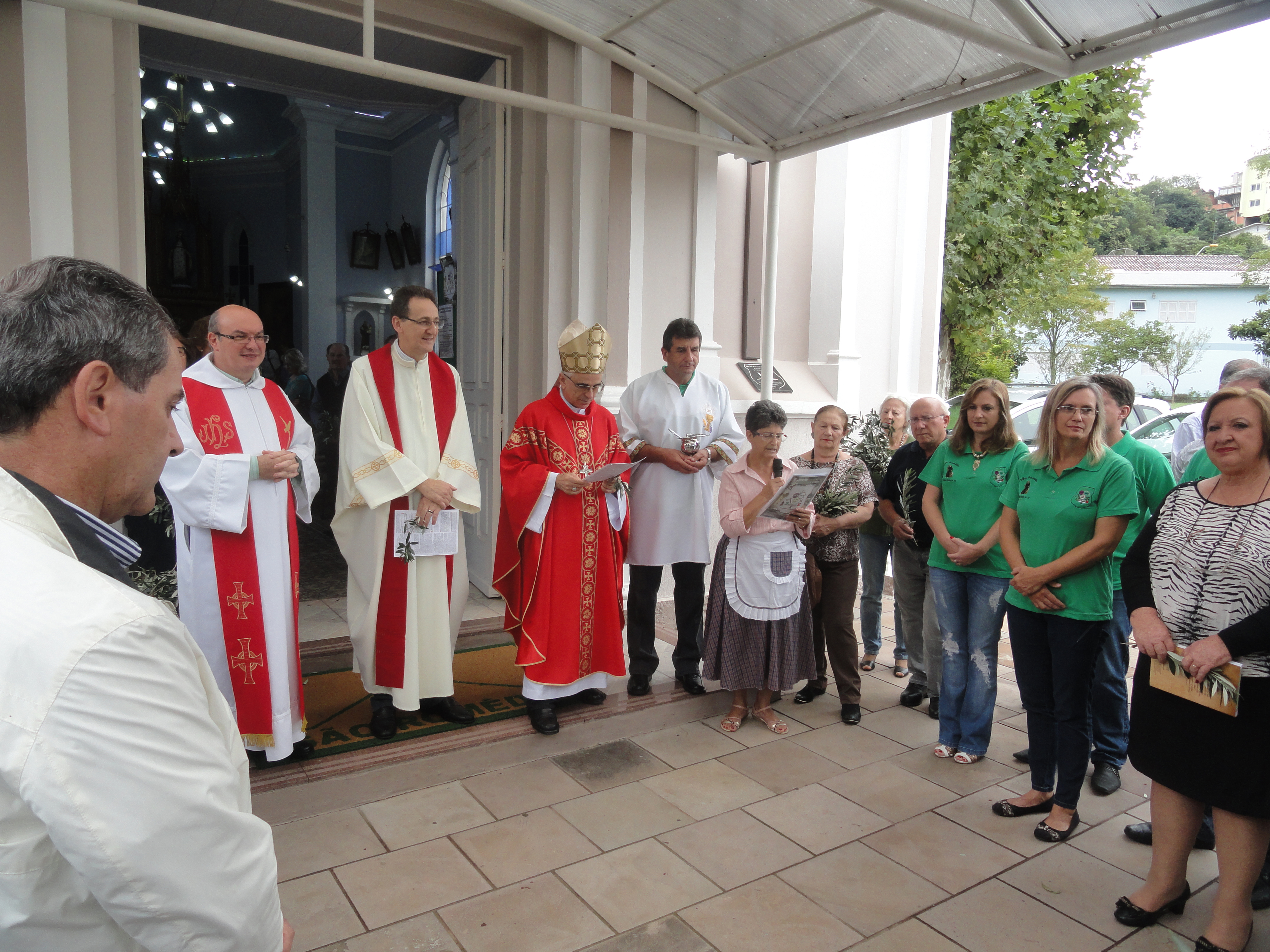
20 aprile 2016: mons. Ruffinoni celebra i 140 anni di fondazione della Comunità San Romedio.

- Cardinale Pietro Francesco Galleffi
- Cardinale Giacomo Filippo Fransoni
- Cardinale Carlo Sacconi
- Cardinale Edward Henry Howard
- Cardinale Mariano Rampolla del Tindaro
- Cardinale Rafael Merry del Val
- Arcivescovo Duarte Leopoldo e Silva
- Arcivescovo Paulo de Tarso Campos
- Vescovo Tomás Vaquero
- Arcivescovo Dadeus Grings
- Vescovo Alessandro Carmelo Ruffinoni, C.S.

La successione apostolica è:
- Vescovo Vital Corbellini (2012)
- Arcivescovo Adelar Baruffi (2015)
- Vescovo Adilson Pedro Busin, C.S. (2016)